# Robin Finck
Pour les articles homonymes, voir Finck.
Robin Finck est un guitariste qui a joué dans divers groupes de rock. Il a fait partie de Prowess, The Hookers, Impotent Sea Snakes, Heroin, Nine Inch Nails, Sick Mutha F**kers, Cirque du Soleil, Guns N' Roses.

## Biographie
Robin Finck est né le 7 novembre 1971 dans le New Jersey. Sa famille s'installe en Géorgie plusieurs années plus tard. À 15 ans, il participe à des concours organisés dans son lycée. Il côtoie Chris Robinson des Black Crowes et joue de la guitare dans un groupe appelé Prowess. Le groupe change deux fois de nom, mais finit par splitter.
En 1990, Robin part en tournée avec les Impotent Sea Snakes, un groupe punk qui associe musique et performance scénique. Il semble que les fonctions de Robin au sein du groupe incluaient le fait de "jouer" de la tronçonneuse. Entre 1991 et 1993, Robin travaille dans un club d'Atlanta appelé le Masquerade. Cela lui permet de jouer avec les groupes Heroin et The Hookers. En 1993, son patron, qui connaît Trent Reznor, lui apprend que Nine Inch Nails cherche un guitariste. Robin auditionne avec succès. Il tourne avec Nine Inch Nails entre 1994 et 1996, notamment en première partie de David Bowie et dans le cadre des vingt-cinq ans de Woodstock. Sa collaboration avec le groupe concernera essentiellement la tournée, cependant il est crédité sur certains maxi singles de N.I.N. (Closer To God) ainsi que l'album de remixes Further Down the Spiral en 1995. De plus, il  participe aux premiers albums de Marilyn Manson, alors chapeauté par Reznor. Il est également l'instigateur du groupe Sick Muthafuckers, qui se produit à New York le temps d'un unique concert avec Dee Snider au chant et Twiggy Ramirez à la basse, en décembre 1994. Début 1996, peu après la fin de la tournée de N.I.N., Robin décide de quitter le groupe. Il intègre alors la troupe québécoise du Cirque du Soleil en vue de créer le show Quidam et rencontre l'acrobate Bianca Sapetto qui deviendra sa femme en 2001. Sa participation au spectacle sera de courte durée. En effet, en 1997, un certain Matt Sorum assiste à une représentation de Quidam et suggère à Axl Rose d'intégrer Robin dans Guns N' Roses. Rose se dirige alors vers des musiques très éclectiques et le style de Robin lui convient parfaitement. Robin rejoint Guns N' Roses et écrit des morceaux pour ce qui deviendra Chinese Democracy. Son contrat avec les Guns touchant à sa fin en 1999, il retourne auprès des N.I.N. Il participera à l'intégralité des Fragility V1.0 Tour et Fragility V2.0 Tour (1999 - 2000) et par la suite, se produira aux MTV Awards. Toujours en 1999, il est invité par Axl Rose pour jouer sur Oh My God, sur la  B.O. de End of Days (La Fin des Temps). Il joue de la guitare aux côtés de Dave Navarro et Paul Tobias sur ce titre. Au terme de la tournée de NIN, Robin réintègre GN'R afin de préparer les concerts de début 2001. Il n'avait pas joué avec GN'R depuis un an et demi. Bien qu'il soit maintenant très impliqué dans le nouveau GN'R, il a déclaré en 2002 que "les portes ne lui étaient pas fermées dans N.I.N". Robin était présent sur scène avec les Guns N' Roses lors des concerts de Las Vegas et de Rock in Rio III, et il a assuré les lead guitars avec Buckethead lors du Chinese Democracy Tour, en août et novembre/ décembre 2002.
Robin s'est particulièrement révélé sur la tournée européenne 2006 de Guns N' Roses. On a notamment appris qu'il avait composé la chanson Better. Entre mai et juillet 2007, il a de nouveau tourné avec les Guns, cette fois au Mexique, en Australie, en Nouvelle-Zélande et au Japon.
Le 4 avril 2008, Trent Reznor annonce le retour de Finck dans les rangs de Nine Inch Nails par une simple photo légendée "Welcome back" sur le site du groupe. Robin Finck (qui est remplacé par DJ Ashba au sein de GNR) participe à l'enregistrement du nouvel album de NIN, The Slip, puis part en tournée avec le groupe en 2008 à travers les États-Unis. Cette tournée (Lights in the Sky) est marquée par un spectaculaire jeu de lumières. En février et mars 2009, Robin Finck et NIN tournent en Australie et en Nouvelle-Zélande puis annoncent une tournée aux États-Unis en compagnie de Jane's Addiction. NIN joue dans quelques festivals européens l'été suivant, ainsi qu'à Singapour, Manille et Taipei en août, avec la participation de Robin Finck a la guitare. En 2020, Robin Finck a sorti sa guitare signature avec la marque Reverend.

## Centres d'intérêt
Outre la guitare, Robin Finck aime également la photographie, les beaux-arts dans lesquels il avait pensé se spécialiser. Il a aussi participé à des spectacles alliant musique, danse et cirque (notamment le LedZaerial, hommage au groupe Led Zeppelin en 2003 et 2006). Enfin, il s'investit beaucoup dans des œuvres caritatives.

## Vie privée
Robin Finck est marié à l'acrobate Bianca Sapetto depuis 2001 et a parfois collaboré avec elle, notamment sur LedZaerial.